# Jacno Future
 (octobre 2012).
Si vous disposez d'ouvrages ou d'articles de référence ou si vous connaissez des sites web de qualité traitant du thème abordé ici, merci de compléter l'article en donnant les références utiles à sa vérifiabilité et en les liant à la section « Notes et références ».
Jacno Future est un album hommage au dandy de la pop française Denis Quilliard, alias Jacno, dont la sortie le 6 juin 2011 est saluée par lefigaro.fr dès le 22 mars 2011, à l'occasion de la sortie d'Amoureux solitaires.
Le disque a donné lieu à un concert à la Cité de la musique le 30 juin 2011, dans le cadre du festival Days Off 2011.

## Critique
Une semaine après la sortie du disque, Valérie Lehoux émet dans le Télérama n° 3205 une critique mitigée, saluant cependant les participations de « Jacques Higelin, sombre et lascif à souhait » et de « Brigitte Fontaine, surtout, qui chante Je vous salue Marie avec une sobriété inattendue et une intensité... religieuse ».

## Liste des titres
| No  | Titre                               | Interprète                                 | Durée |
| --- | ----------------------------------- | ------------------------------------------ | ----- |
| 1.  | Je t’aime tant                      | Dominique A                                |       |
| 2.  | D’une rive à l’autre                | Home                                       |       |
| 3.  | Amoureux solitaires                 | Étienne Daho et Calypso Valois             |       |
| 4.  | Je vous salue Marie                 | Brigitte Fontaine                          |       |
| 5.  | Rectangle                           | Philippe Katerine, Francis et ses Peintres |       |
| 6.  | Je ne suis pas toujours de mon avis | Thomas Dutronc                             |       |
| 7.  | Main dans la main                   | Chateau Marmont                            |       |
| 8.  | Mauvaise Humeur                     | Jacques Higelin                            |       |
| 9.  | For You                             | Coming Soon                                |       |
| 10. | J’ai triste                         | Miossec                                    |       |
| 11. | Je viens d’ailleurs                 | Christophe et Christophe Van Huffel        |       |
| 12. | Tes grands yeux bleus               | Alex Beaupain                              |       |
| 13. | T’oublier                           | Alexandre Chatelard                        |       |
| 14. | Le Téléphone                        | Stereo Total                               |       |
| 15. | Les Nuits de la pleine lune         | Erika Forster et Devonté Hynes             |       |
| 16. | Rectangle                           | Arthur H                                   |       |

## Note
1. ↑  Amoureux solitaires est la reprise, par Étienne Daho, un des initiateurs du projet, et Calypso Valois, la fille de Jacno, d'un titre interprété par Lio en 1981, accompagnée d'un clip signé Gaétan Châtaigner et inspiré de Métropolis de Fritz Lang